# 8225 Emerson
8225 Emerson è un asteroide della fascia principale. Scoperto nel 1996, presenta un'orbita caratterizzata da un semiasse maggiore pari a 2,9830160 UA e da un'eccentricità di 0,2329731, inclinata di 1,54141° rispetto all'eclittica.
L'asteroide è dedicato all'astronomo britannico David Emerson.